# ناحیه سیدی خالد
ناحیه سیدی خالد (به عربی: دائرة سیدی خالد) یک ناحیه در الجزایر است که در استان بسکره واقع شده‌است.